# 풀잎마다 이슬
《풀잎마다 이슬》은 1986년 7월 5일부터 같은 해 12월 14일까지 방영된 문화방송 주말연속극이다.

## 소개
말할 수 없는 사연하고 가슴 아픈 삶의 그림자를 끌고 가는 수많은 사람들의 애환, 그 깊은 상처를 보듬어 가는 예쁘고 사랑스런 소녀의 이야기

## 줄거리
화가였던 친엄마의 영향을 받아 미술에 천부적 소질을 지닌 10세 소녀 이슬은 지난 10년 동안 자신을 애정으로 키워준 양부모 승덕-주혜의 사랑을 받으며 행복하게 살고있다.
어느날 친이모 상희가 나타나면서 이슬은 자신의 출생의 비밀을 알게 되고, 이슬은 그림 속 여인인 생모를 찾아 낡은 사진을 들고 전국 곳곳을 찾아다니게 된다.
미술 학도 용태가 흑산도에서 이슬의 친엄마 수희를 찾아 데려오고, 양부모 승덕-주혜 부부하고 친부모 수희-인철은 자신의 친딸 이슬이를 놓고 팽팽한 줄다리기를 벌인다.
이슬은 선천성 심장병이라는 진단을 받고, 치료 후 양모 주혜는 이슬을 생모 수희에게 보내기로 결정한다.
그러나 친엄마 수희는 평소에 지병을 앓고 있던 터라 친딸을 양육할 여건이 충족되지 못했던 탓에 이슬이를 승덕 부부에게 다시 수양딸로 돌려보내고 홀로 자신이 은거했던 흑산도로 떠나 독신 생활을 이어나가게 된다.

## 등장 인물
- 박은미(한구슬) : 승덕&주혜 부부 친딸, 이슬 언니
- 윤재미(한이슬)[1] : 승덕&주혜 부부의 수양딸, 상희 조카, 인철&수희 부부 친딸
- 한인수(한승덕) : 한 노인 아들, 박주혜 남편, 이슬 양아버지, 증권회사 근무
- 김윤경(박주혜) : 한 노인 며느리, 한승덕 부인, 이슬 양어머니
- 최봉(한 노인) : 구슬&이슬 할아버지, 승덕 아버지, 박주혜 시아버지
- 김무생(양석찬) : 미대 교수, 수희 스승
- 현석(유인철) : 수희 아내. 한이슬 친아버지, 상희 형부
- 김자옥(백수희) : 인철 남편, 한이슬 친어머니, 인철 모 며느리, 상희 언니, 여류화가
- 한경수 : 인철&수희 부부 친아들, 이슬 친오빠
- 이휘향(백상희) 인철 처제, 수희 동생, 이슬 이모
- 길용우(지용태) : 수희를 찾아다니는 미술 학도
- 조경환(문경태) : 수희 연인, 양 교수 제자(31회부터 출연)
- 문경희(국문과 여대생)
- 권성덕(심 목사) : 교회 목사, 수희의 비밀을 알고 있는 인물
- 정혜선(인철 모) : 인철 어머니, 수희 시어머니, 이슬 친할머니
- 김해숙(자영) : 주혜 친구
- 국정환, 김은영, 김재강, 김지숙, 박준수, 박태호, 심우창, 오경애, 윤예희, 이운우, 정희선, 한애경

## 수상
- 1986년 MBC 연기대상 드라마부문 최우수상 김윤경

## 연장
- 당초 20회 예정으로 제작되었으나 시청자들의 호응으로 1987년 봄까지 방영하기로 계획이 수정되었다(총 63회).
- 하지만 시청률이 예상보다 기대에 미치지 못하고 곤두박질을 치는 바람에 예정보다 이른 42회(3분의 2)로 막을 내리게 되었다.[2]

## 참고 사항
- 한이슬 역을 맡았던 윤재미 양은 당시 국민학교 4학년 학생이었는데, 연출가 고석만이 서울 시내 초등학교 10여 군데하고 어린이 배우 학원에서 골라낸 80여 명 중에서 최종 선발되었으며 캐스팅되었을 때 연기경력은 전무하였다.[3]
- 연속극에서는 드물게 4주분을 미리 촬영하는 등 사전제작을 하였다.[4]
- 초반에는 극에 미스터리 기법을 도입하여 연속극으로 드물게 수준을 갖춘 드라마로 평가되었다.[5]
- 이러한 신선한 감각이 반응을 얻자 생모인 김자옥을 투입시키는 등 원래 각본에 없었던 내용을 삽입, 작품 늘이기를 시작하여 극의 재미가 반감되고 동시간대 KBS1 대하드라마 노다지가 강세를 보이면서 시청률이 저하되었다.[6]
- 친부모가 친딸을 유괴하는 장면을 내보내는 등 어른들의 갈등이 지나치게 첨예화되어 당초 의도를 살리지 못했다는 평을 받았다.[2][7]